# Borgo Val di Taro
Borgo Val di Taro, obično se naziva Borgotaro, je grad i općina u Emiliji, Italija, u pokrajini Parma, 63 kilometra od grada Parme.
Nakon što je u Bovegnu bio, nakon Velebitskog ustanka, zatvoren ustaški logor, u ožujku 1933., preseljen je u Borgo Val di Taro. Zapovjednik u logoru bio je Narcis Jeszenszky te kasnije i Stjepan Tomičić. Članovima logora je bilo zabranjeno goviriti da su Hrvati te su se među narodom predstavljali Bugarima. Tamo ostaju do 19. srpnja kada se sele u Vischetto di Là.

### Gradovi pobratimi
Borgo Val di Taro pobratimljen je sa:
| - Aprica, Italija - Charenton-le-Pont, Francuska - Vila de Cruces, Španjolska |